# آبشار کاپاچیرا
آبشار کاپاچیرا (به لاتین: Kapachira Falls) یک آبشار در مالاوی است که در مالاوی واقع شده‌است.